# Zizhongosaurus
Zizhongosaurus chuanchengensis
Genre
Espèce
Zizhongosaurus est un genre éteint sauropodes basaux ayant vécu au Jurassique en Chine, où il a été découvert dans le district de Zizhong, dans la province du Sichuan.
La validité du genre est largement remise en question, et le genre est aujourd'hui considéré comme un nomen dubium.
Une seule espèce était rattachée au genre : Zizhongosaurus chuanchengensis.

## Description
Les seuls fossiles retrouvés sont les vertèbres dorsales, le pubis et l'humérus. Il mesurait environ 3,4 mètres de haut pour une longueur totale de l'ordre de 9 mètres.